# كان مي يون
كان مي يون (بالكورية: 간미연)‏ هي مغنية وممثلة ومضيفة إذاعية من كوريا الجنوبية ومصممة أزياء وسيدة أعمال. ولدت يوم 2 فبراير 1982 في سول في كوريا الجنوبية.

## روابط خارجية
- كان مي يون على موقع IMDb (الإنجليزية)
- كان مي يون على موقع ميوزك برينز (الإنجليزية)